# Phoetalia
Phoetalia es un género de insectos blatodeos (cucarachas) de la familia Blaberidae, subfamilia Blaberinae.
Dos especies pertenecen a este género:
- Phoetalia circumvagans (Burmeister, 1838)
- Phoetalia pallida (Brunner von Wattenwyl, 1865)

## Sinonimia
Este género fue clasificado doblemente por James Rehn y Morgan Hebard en 1914 bajo las denominaciones Leurolestes y Wattenwyliella. Esta última denominación coincide con la de Wattenwyliella, empleada para insectos ortópteros del suborden Ensifera.

## Distribución geográfica
Su distribución es circuntropical.